# Scientific Memoirs by Officers of the Medical and Sanitary Departments of the Government of India
Scientific Memoirs by Officers of the Medical and Sanitary Departments of the Government of India (abreviado Sci. Mem. Off. Med. Dept. Gov. India) fue una revista científica con ilustraciones y descripciones botánicas que fue publicada en Calcuta en dos series desde 1884 hasta 1913.

## Publicación
- Serie n.º 1, vols. 1-2, 1884-1901;
- Serie n.º 2, vols. 1-60, 1901-13